# S.Mary's Hospital di Rochester

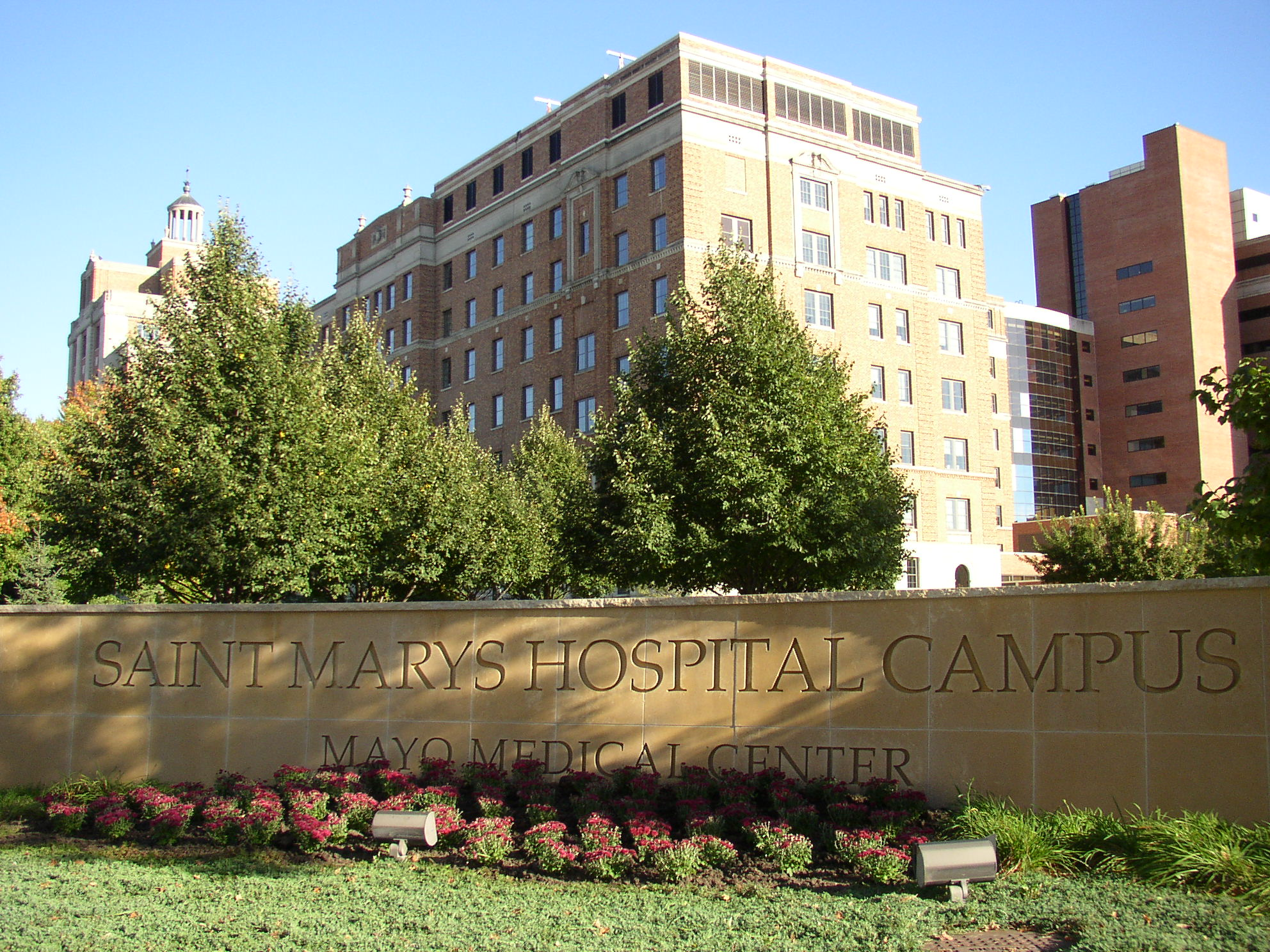
Saint Marys Hospital.

Il Saint Marys Hospital è uno dei due ospedali a Rochester (Minnesota) diretti dalla Mayo Clinic, essendo l'altro l'Ospedale Metodista di Rochester. Il St.Marys ha un dipartimento di emergenza dotato di 61 posti letto, mentre il Metodista di Rochester non ne possiede uno, anche se contiene un dipartimento di ostetricia. Fu fondato nel 1889 da una comunità francescana religiosa, le Sorelle di San Francesco di Rochester, Minnesota, diretta da Madre Alfred Moes, con l'incoraggiamento del Dr.William Worral Mayo.
Oggi consiste in un grande ospedale campus con 1265 letti ammessi e 55 sale operatorie, facendo del Saint Marys l'ospedale privato più grande della nazione. Nel 2008, ci furono 43'000 ricoveri e 2800 operazioni chirurgiche. I palazzi che lo racchiudono furono nominati secondo il nome delle sorelle francescane che erano gli amministratori dell'ospedale: i palazzi Madre Alfred, Joseph, Domitilla, Mary Brigh, Generose e Francis.
Originariamente il nome era pronunciato Saint' Mary's, con l'apostrofo, come si può leggere in un'incisione sopra la vecchia entrata principale, ma negli ultimi anni l'apostrofo è generalmente omesso.

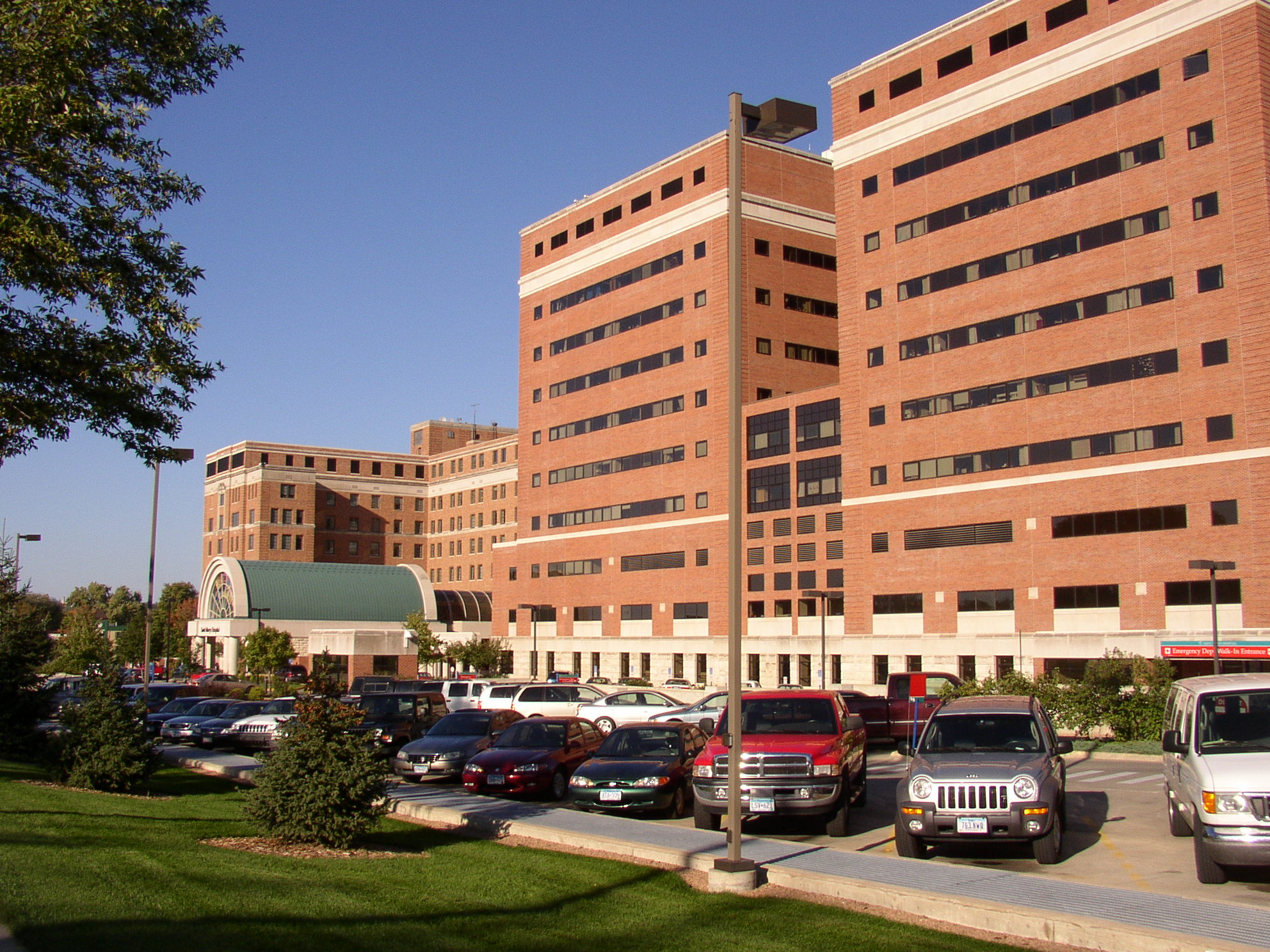
Saint Marys Hospital, entrata principale.